# John Farleigh
John Farleigh, de son nom complet John William Frederick Charles Farleigh, né le 16 juin 1900 et mort le 30 mars 1965 à Londres, est un peintre, lithographe, auteur d'un ouvrage technique et professeur d’art anglais surtout connu pour ses gravures sur bois.
Il a notamment illustré la nouvelle de George Bernard Shaw Les Aventures d'une jeune négresse à la recherche de Dieu, qui a suscité la controverse lors de sa publication, ainsi que le conte de D. H. Lawrence, L'Homme qui était mort. De plus il a conçu des affiches pour le réseau de transport Londonien.

## Biographie
Farleigh quitte l'école à l'âge de 14 ans et s'engage comme apprenti à l'Agence des artistes illustrateurs de Londres, se consacrant au lettrage, aux gravures à la cire et aux dessins en noir et blanc, destinés à la publicité. Il a également suivi des cours de dessin à la Bolt Court School.
En 1918, il sert dans l'armée jusqu'à ce que la paix soit déclarée en novembre de la même année.
Il reprend alors son apprentissage et reçoit une bourse du gouvernement lui permettant de s'inscrire pendant trois ans à la Central School of Arts and Crafts du London County Council (renommée la Central School of Art and Design (en)). Parmi ses professeurs : Bernard Meninsky (en) et Noel Rooke (en) qui l'ont formé à la gravure sur bois.
Entre 1922 et 1925, Farleigh est professeur d'art à la Rugby School, puis retourne à Londres et occupe un poste à la Central School of Arts and Crafts, où il enseigne le dessin et les natures mortes, puis l'illustration, il donne également des cours particuliers à des graveurs sur bois, parmi lesquels Monica Poole.
Farleigh a été membre fondateur et président du Crafts Centre of Great Britain. En 1941, le British Council lui confie la conception de la page de titre du catalogue de l'exposition de l'artisanat britannique moderne. L'écrivain Judith Kerr fut une de ses élèves aux cours du soir à la Saint Martin's School of Art pendant la guerre.
Le travail de Farleigh a été exposé aux Leicester Galleries, Manchester Art Gallery, Royal Society of Painter-Printmakers, Royal Scottish Academy et Cooling and Sons Gallery.
Élu associé de la Royal Society of Painter-Printmakers en 1937, il devint membre à part entière en 1948.